# Voyage Autour du Monde Execute Pendant les Anees 1836 et 1837 sur la Corvette la Bonite
Voyage Autour du Monde Exécuté Pendant les Années 1836 et 1837 sur la Corvette la Bonite (abreviado Voy. Bonite, Bot.) es un libro con ilustraciones y descripciones botánicas que fue escrito por el botánico francés Charles Gaudichaud-Beaupré y publicado en los años [1841-] 1846-1866, con el nombre de Voyage Autour du Monde Execute Pendant les Anees 1836 et 1837 sur la Corvette la Bonite, Commandee par M. Vaillant ... Botanique.